# Лиронвиль
Лиронви́ль (фр. Lironville) — коммуна во французском департаменте Мёрт и Мозель региона Лотарингия. Относится к  кантону Тиокур-Реньевиль.	

## География
Лиронвиль расположен в  км к юго-западу от Меца и в  км к северу от Нанси. Соседние коммуны: Лиме-Ременовиль на севере, Маме на востоке, Мартинкур на юге, Новьян-о-Пре и Бернекур на юго-западе, Флире на западе.

## История
Деревня была полностью разрушена во время Первой мировой войны. 21-23 сентября 1914 года здесь произошло кровопролитное сражение, в котором погибло около 5 тысяч французских солдат.

## Демография
Население коммуны на 2010 год составляло 115 человек.
| 1962 | 1968 | 1975 | 1982 | 1990 | 1999 | 2010 |
| ---- | ---- | ---- | ---- | ---- | ---- | ---- |
| 114  | 110  | 84   | 84   | 95   | 84   | 115  |

## Достопримечательности
- Военное французское кладбище 1914-1918 годов.

## Галерея

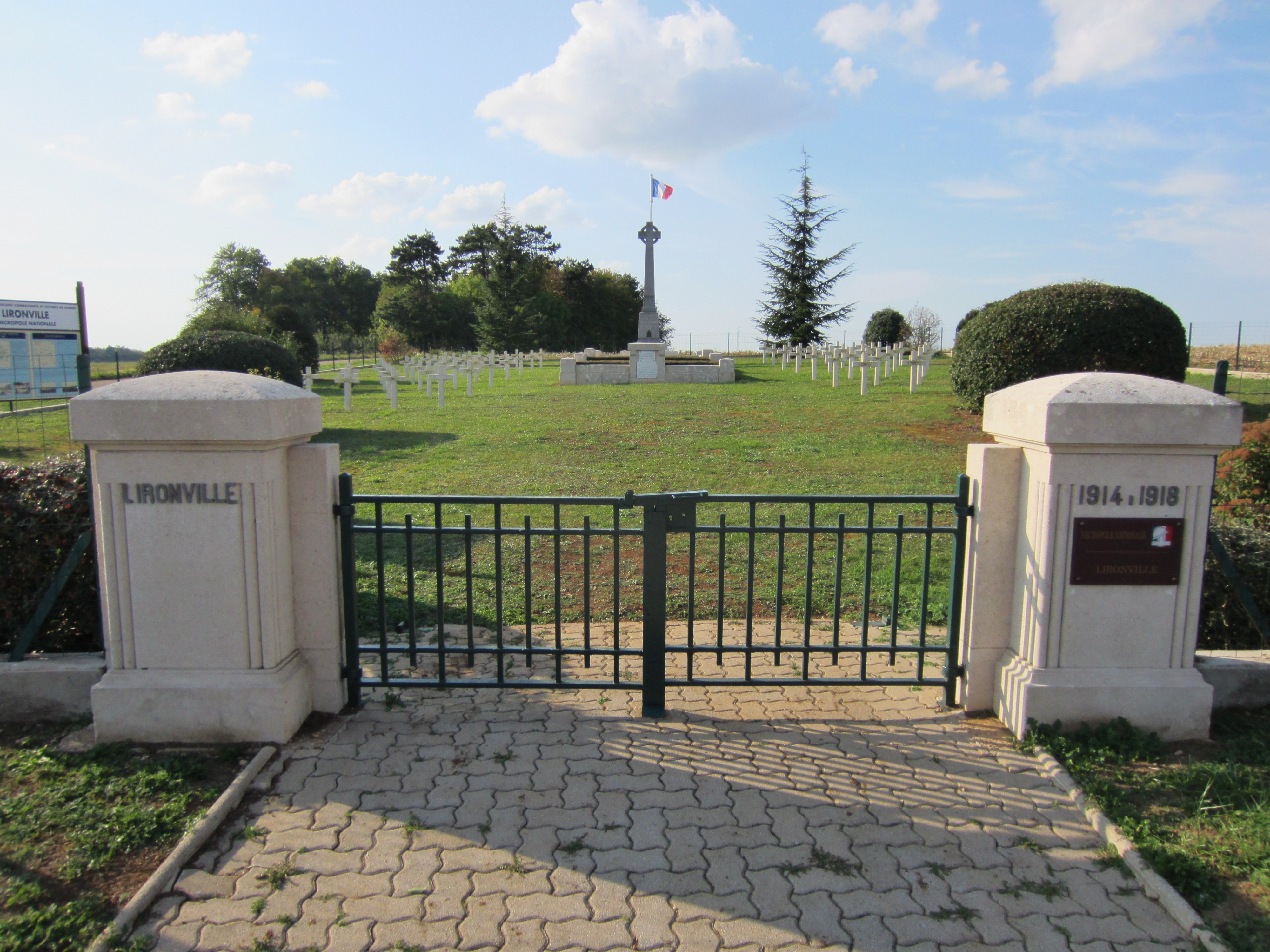
Военное кладбище 1914-1918 годов в Лиронвиле
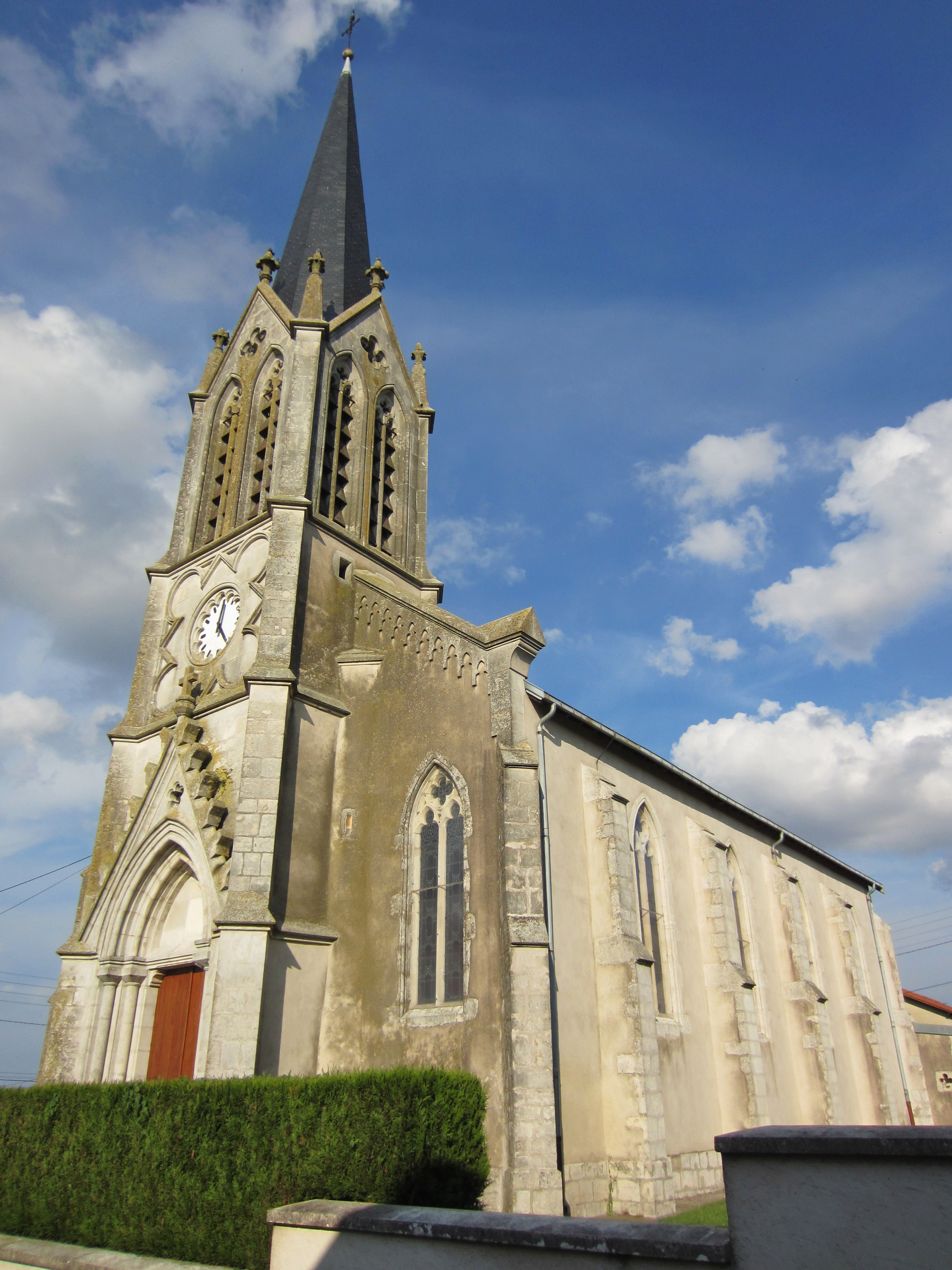
Церковь